# Lars G. Petersson
Lars G. Petersson (* 1951) ist ein schwedischer Menschenrechtsaktivist, Blogger und Buchautor.

## Leben
Lars G. Petersson arbeitete zunächst für die Menschenrechtsorganisation Amnesty International in Dänemark. Schwerpunkt seiner Arbeit für Amnesty International waren die Haftbedingungen innerhalb von Abschiebegefängnissen in Dänemark und der Einsatz gegen die Todesstrafe. Derzeit lebt er in London und ist Mitinitiator der BASTA-Kampagne.

## Bücher
- Faneflugt (2004, Frihedsmuseets Venners Forlag)
- Deserters (2005, Danish Resistance Museum Publishing)
- AbuseUK (2010, Verlag Chipmunkapub)
- Musterung (2010, Verlag Chipmunkapub)
- Medical Rape (2010, Verlag Chipmunkapub)
- Hitlers Fahnenflüchtige (2012, Verlag Chipmunkapub)

## Gesundheitssystem in Großbritannien
In seinem 2010 erschienenen Buch über das britische Pflegesystem kritisiert Petersson die zunehmende Ökonomisierung und Privatisierung des Gesundheitssystems in Großbritannien.

## Musterung – staatlich legitimierte Perversion
In dem ebenfalls 2010 erschienenen Buch kritisiert Lars G. Petersson die Musterungsbedingungen in deutschen Kreiswehrersatzämtern. Die damit verbundene erzwungene Nacktheit vor dem anderen Geschlecht erfüllt für Petersson den Tatbestand des Missbrauchs. Das Buch beschäftigt sich sowohl mit der rechtlichen, medizinischen als auch mit der psychologischen Komponente der Musterung. Es kommen Betroffene zu Wort, die unter Posttraumatischen Belastungsstörungen leiden. Für diese Form der posttraumatischen Störung benutzt der Autor den Begriff Musterungstrauma.

## Hitlers Fahnenflüchtige
Das im Jahr 2012 erschienene Buch über Deserteure im Dritten Reich erzählt die Geschichte von über 20.000 getöteten Fahnenflüchtigen unter Hitler und wenigen Überlebenden.